# 泰姆尼茨奎尔
泰姆尼茨奎尔（德語：Temnitzquell）是德国勃兰登堡州的一个市镇，隶属于东普里格尼茨-鲁平县。总面积为65.75平方千米，截至2020年总人口为772人。